# Senta Moses
Senta Michelle Moses (Elmhurst, 8 de agosto de 1973) é uma atriz norte-americana. Participou do programa O Mundo de Beakman, interpretando a assistente Phoebe, na quarta e última temporada do programa, produzida entre os anos de 1995 e 1996, substituindo Eliza Schneider. Foi dublada no Brasil por Márcia Regina.
Além de ter participado do programa O Mundo de Beakman, Senta Moses também atuou no filme Esqueceram de Mim (1990) e nas séries Minha Vida de Cão (1994–1995), Ghost Whisperer (2005–2010), Greek (2007–2011), Bones (2005–2017), Castle (2009–2016) e General Hospital.